# Bartel Leendert van der Waerden

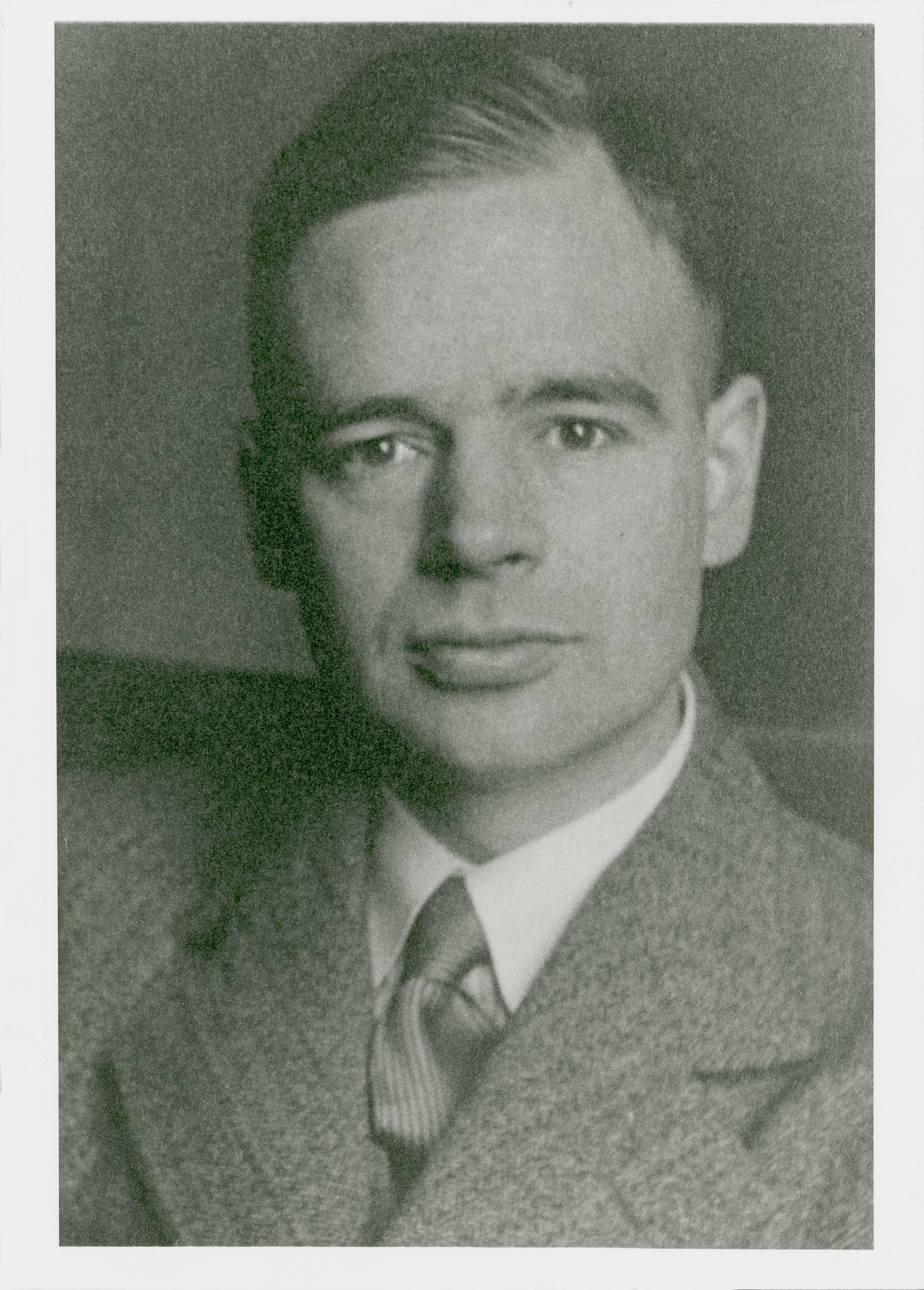
Bartel Leendert van der Waerden in 1930.

Bartel Leendert van der Waerden (Amsterdam, 2 februari 1903 – Zürich 12 januari 1996) was een Nederlands wiskundige.

## Loopbaan
Van der Waerden studeerde wiskunde aan de Universiteit van Amsterdam en de Universiteit van Göttingen van 1919 tot 1926.
Hij werd sterk beïnvloed door Emmy Noether in Göttingen. Amsterdam verleende hem de doctorstitel voor zijn proefschrift over algebraïsche meetkunde getiteld De algebraiese grondslagen der meetkunde van het aantal met als promotor Hendrik de Vries. Göttingen verleende hem de Habilitation in 1928. Van 1928 tot 1931 was hij hoogleraar Wiskunde aan de Rijksuniversiteit Groningen.
Op zijn 27e publiceerde Van der Waerden zijn Algebra, een invloedrijke verhandeling in twee delen over abstracte algebra, die nog steeds geciteerd wordt en mogelijk het eerste boek was dat de abstracte algebra als één geheel behandelde. Het bracht veel onderzoek systematisch bij elkaar van Emmy Noether, David Hilbert, Richard Dedekind en Emil Artin. In 1931 werd Van der Waerden aangesteld als hoogleraar aan de Universiteit van Leipzig. Deze functie vervulde hij tot 1948. De aanwezigheid van Werner Heisenberg daar en interesse voor de kwantummechanica hadden hem aangetrokken. Het boek over de groepentheoretische methode in de kwantummechanica ontstond in Leipzig uit gemeenschappelijke seminaria.
Tijdens het Derde Rijk was het moeilijk om als buitenlandse hoogleraar te functioneren, maar Van der Waerden gaf zijn Nederlanderschap niet op. Na de oorlog werkte hij voor Shell in Amsterdam en ging hij naar de VS, waar hij werkte bij de Johns Hopkins University. Hij was hoogleraar en vakgroepvoorzitter aan de Universiteit van Amsterdam in de jaren 1948–1951. Eerst als bijzonder hoogleraar en na 1950 als gewoon hoogleraar. Daarna verhuisde hij naar de Universiteit van Zürich, waar hij tot en met 1972 bleef en meer dan 40 promovendi begeleidde.
Tegelijkertijd met Kurt Schütte bewees Van der Waerden in 1953 het kusgetalprobleem in drie dimensies, dat een centrale bol tegelijkertijd door maximaal twaalf extra bollen van gelijke grootte kan worden geraakt. Dit werd aan het einde van de 17e eeuw reeds door Isaac Newton vermoed, terwijl Newtons discussiepartner, de Schotse wiskundige David Gregory, de mogelijkheid openhield dat het ook 13 bollen konden zijn.
In 1949 werd Van der Waerden lid van de Koninklijke Nederlandse Akademie van Wetenschappen en in 1951 buitenlands lid. Daarnaast ontving hij twee eredoctoraten, in 1961 van de Universiteit van Athene en in 1985 van de Karl-Marx universiteit.

## Werk
Van der Waerden wordt vooral gewaardeerd vanwege zijn werk in de abstracte algebra, maar hij publiceerde ook over algebraïsche meetkunde, topologie, getaltheorie, meetkunde, combinatoriek, analyse, kansrekening, statistiek en kwantummechanica (hij was een collega van Werner Heisenberg geweest in Leipzig). Later werkte hij aan de geschiedenis van de wiskunde en wetenschapsgeschiedenis in het algemeen, onder meer Ontwakende wetenschap (1950), in het Engels vertaald als Science Awakening (1954), verder Geometry and Algebra in Ancient Civilizations (1983) en A History of Algebra (1985).

## Publicaties

### Wiskunde
- Spinoranalyse, Nachr.Akad.Göttingen 1928
- Algebra, 2 delen, Springer, negende druk 1993 (latere drukken heetten "Moderne Algebra" vanaf 1930/31)
- Group theory and quantum mechanics, tweede druk Springer 1986 (deutsch "Die gruppentheoretische Methode in der Quantenmechanik", Springer 1932)
- van der Waerden "Die Klassifikation der einfachen Lieschen Gruppen", Mathematische Zeitschrift 1933
- Gruppen von linearen Transformationen, Springer 1935
- Einführung in die Algebraische Geometrie, Springer 1973 (reprint reeks tijdschriftartikelen vanaf 1939)
- van der Waerden, Schütte "Das Problem der 13 Kugeln", Mathematische Annalen 1953
- van der Waerden "Einfall und Überlegung in der Mathematik", Elemente der Mathematik 1954, deel 2:  en deel 3:
- Mathematische Statistik, Springer 1971
- van der Waerden "Über die Wechselwirkung von Mathematik und Physik", Elemente der Mathematik 1973
- Mathematik für Naturwissenschaftler, BI Hochschultaschenbuch 1975

### Wetenschapsgeschiedenis
- van der Waerden "Zenon und die Grundlagenkrise der griechischen Mathematik", Mathematische Annalen 1940/1
- van der Waerden "Die Arithmetik der Pythagoräer", Teil 1, Mathematische Annalen 1947/1949, deel 2:
- Ontwakende wetenschap (1950)
- Science Awakening (1954)
- Erwachende Wissenschaft Bd.1 ("Ägyptische, babylonische und griechische Mathematik"), Birkhäuser )1956). In deel 2 werden de "Anfänge der Astronomie" behandeld (tweede druk 1980)
- van der Waerden "Die Algebra seit Galois", Jahresbericht DMV 1966
- Sources of quantum mechanics 1967, reprint Dover Publications 2007 (Herdruk artikelen van de kwantummechanica met historische inleiding door Van der Waerden)
- Meine Göttinger Lehrjahre, Mitteilungen DMV 1997, Nr. 2 (Voordracht 1979)
- Die Pythagoräer- religiöse Bruderschaft und Schule der Wissenschaft, Artemis Verlag 1979
- Geometry and algebra in ancient civilizations 1983
- Geschichte der Algebra, 1985 (Engelse vertaling A history of Algebra, Springer 1986)
- Die Astronomie der Griechen- eine Einführung, Wissenschaftliche Buchgesellschaft 1988

## Voetnoten
1. ↑  Casselman over het kusgetalprobleem en zijn geschiedenis, Notices of the AMS, 2004, deel 8, pdf-bestand

## Secundaire literatuur
- (en)  Schlote, K.-H., 2005, "Moderne Algebra" in Ivor Grattan-Guinness, ed., Landmark Writings in Western Mathematics. Elsevier: 901-16.
- (de)  Rüdiger Thiele, Van der Waerdens Leipziger Jahre, 1931-1945, Mitteilungen der DMV Bd. 12, 2004, Nr.1, S. 8-20